# Awatrechus
Awatrechus is een geslacht van kevers uit de familie van de loopkevers (Carabidae). De wetenschappelijke naam van het geslacht is voor het eerst geldig gepubliceerd in 1955 door Ueno.

## Soorten
Het geslacht Awatrechus omvat de volgende soorten:
- Awatrechus bisetiger Ueno, 1973
- Awatrechus hygrobius Ueno, 1955
- Awatrechus misatonis Ueno, 2003
- Awatrechus occidentalis Ueno, 2003
- Awatrechus oligotrichus Ueno, 2003
- Awatrechus persimilis Ueno, 1969
- Awatrechus pilosus Ueno, 1957
- Awatrechus religiosus Ueno, 1957
- Awatrechus sancticareae Ueno, 2003
- Awatrechus simplicior Ueno, 2003
- Awatrechus yoshidai Ueno, 1969